# Districtul Jablanica
Districtul Iablanița (în sârbă Јабланички округ (Jablanički okrug) este o unitate administrativ-teritorială de gradul I a Serbiei. Reședința sa este orașul Leskovac. Cuprinde 6 comune care la rândul lor sunt alcătuite din localități (orașe și sate).

## Comune
- Leskovac (Lescovaț)[necesită citare]
- Boinic
- Lebane
- Medvedia
- Vlasotințe
- Țrna Trava